# ABC Local Radio

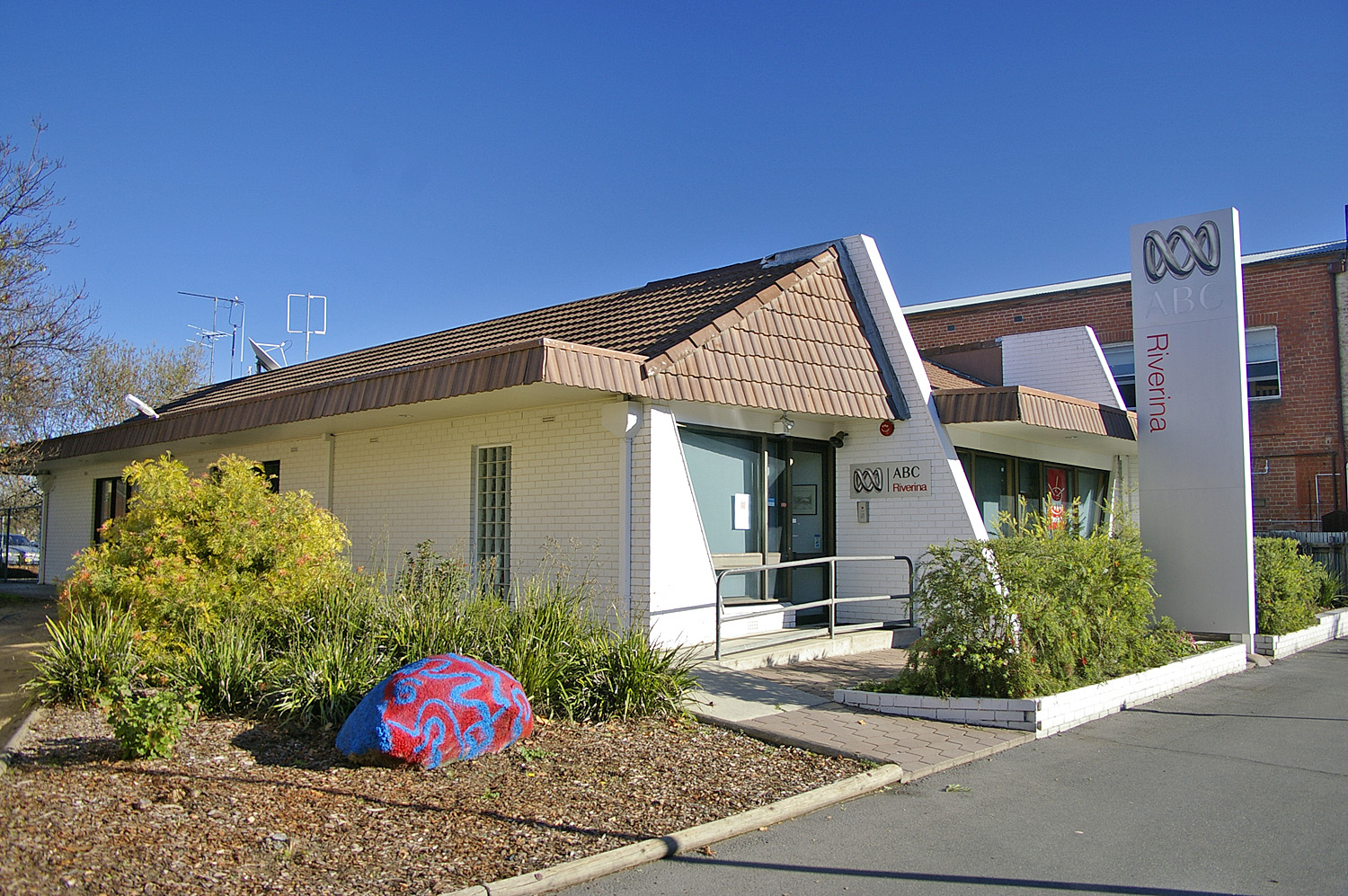
Siedziba ABC Riverina

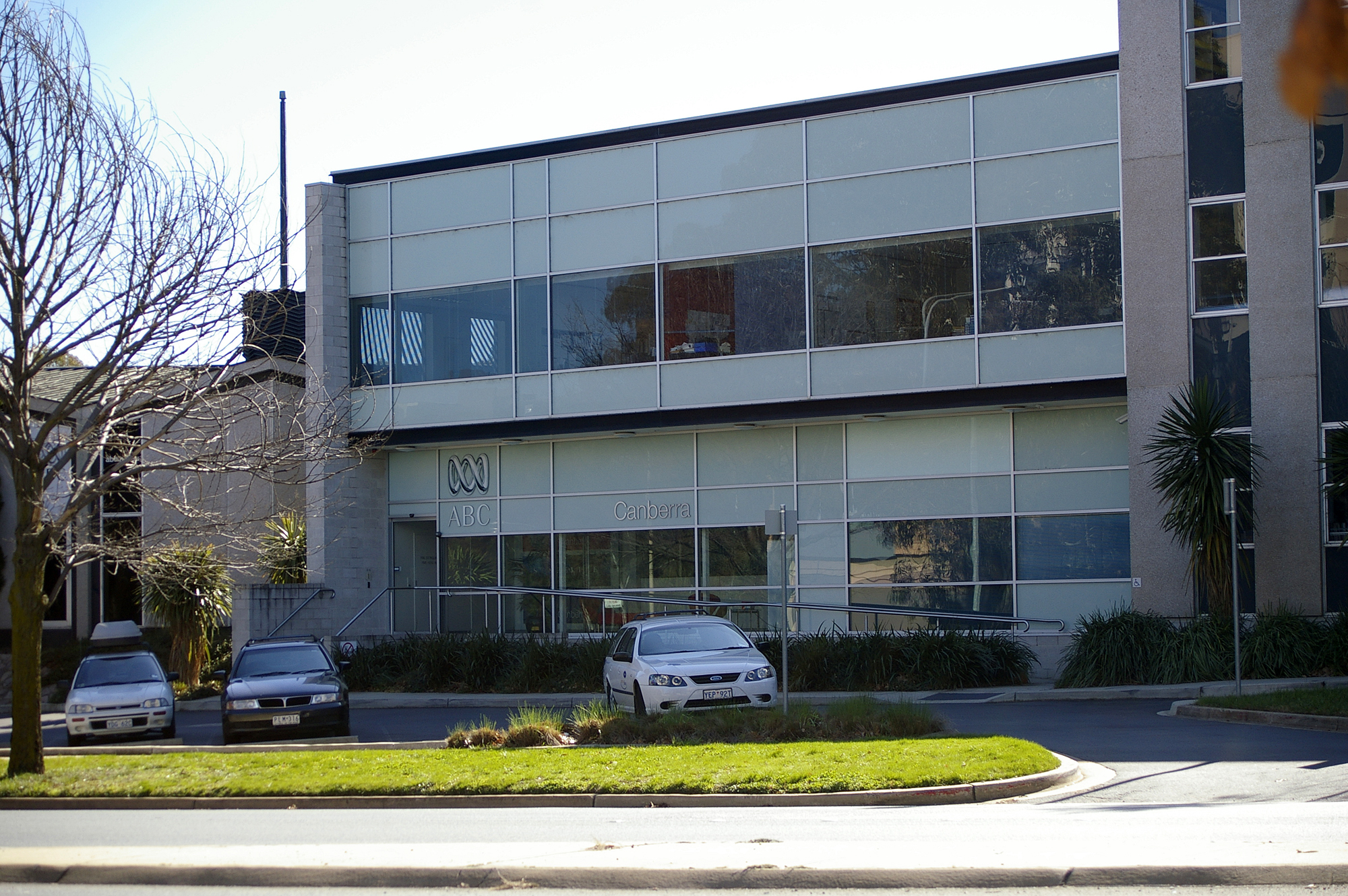
Siedziba ABC Canberra

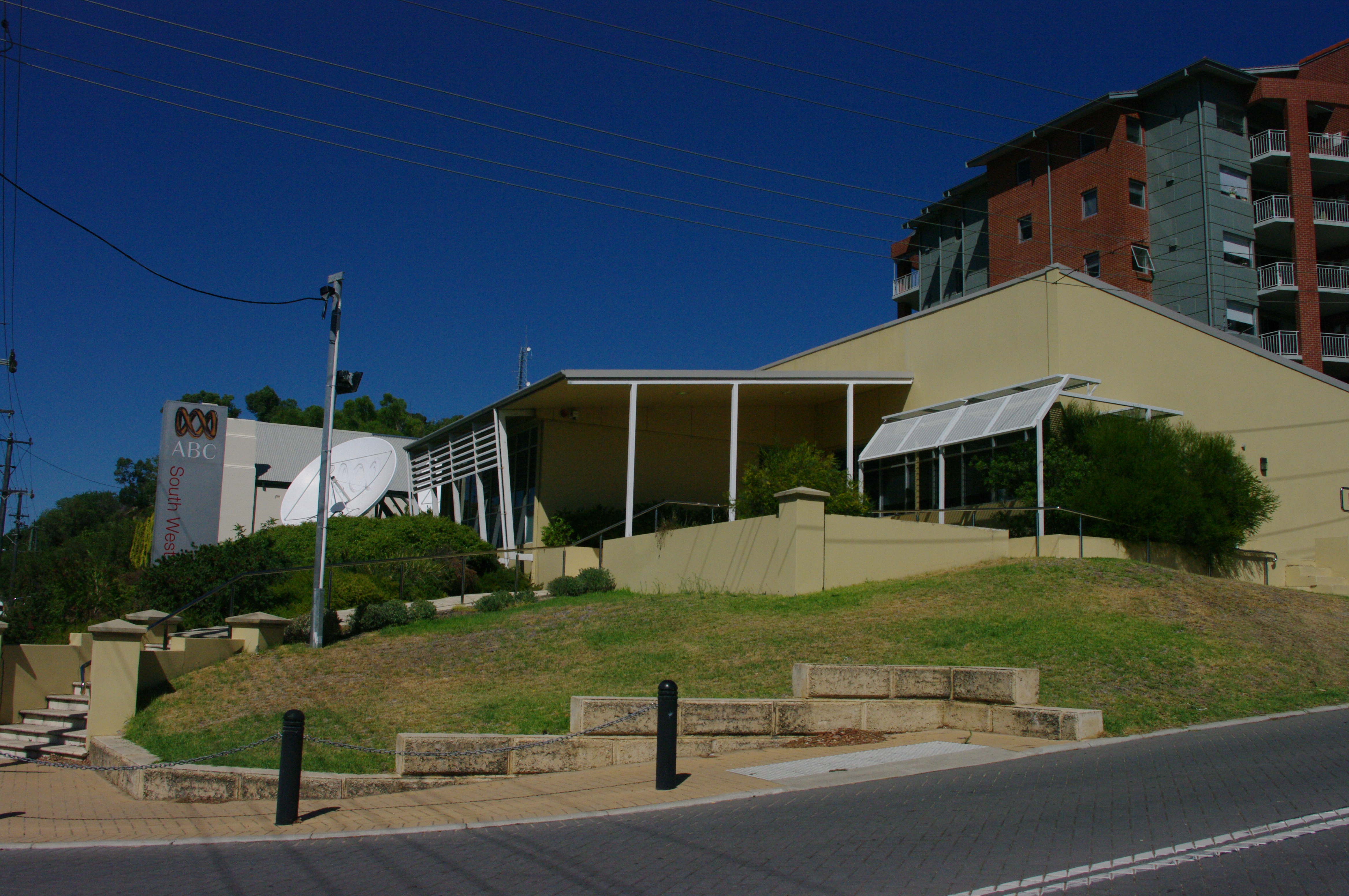
Siedziba ABC South West WA

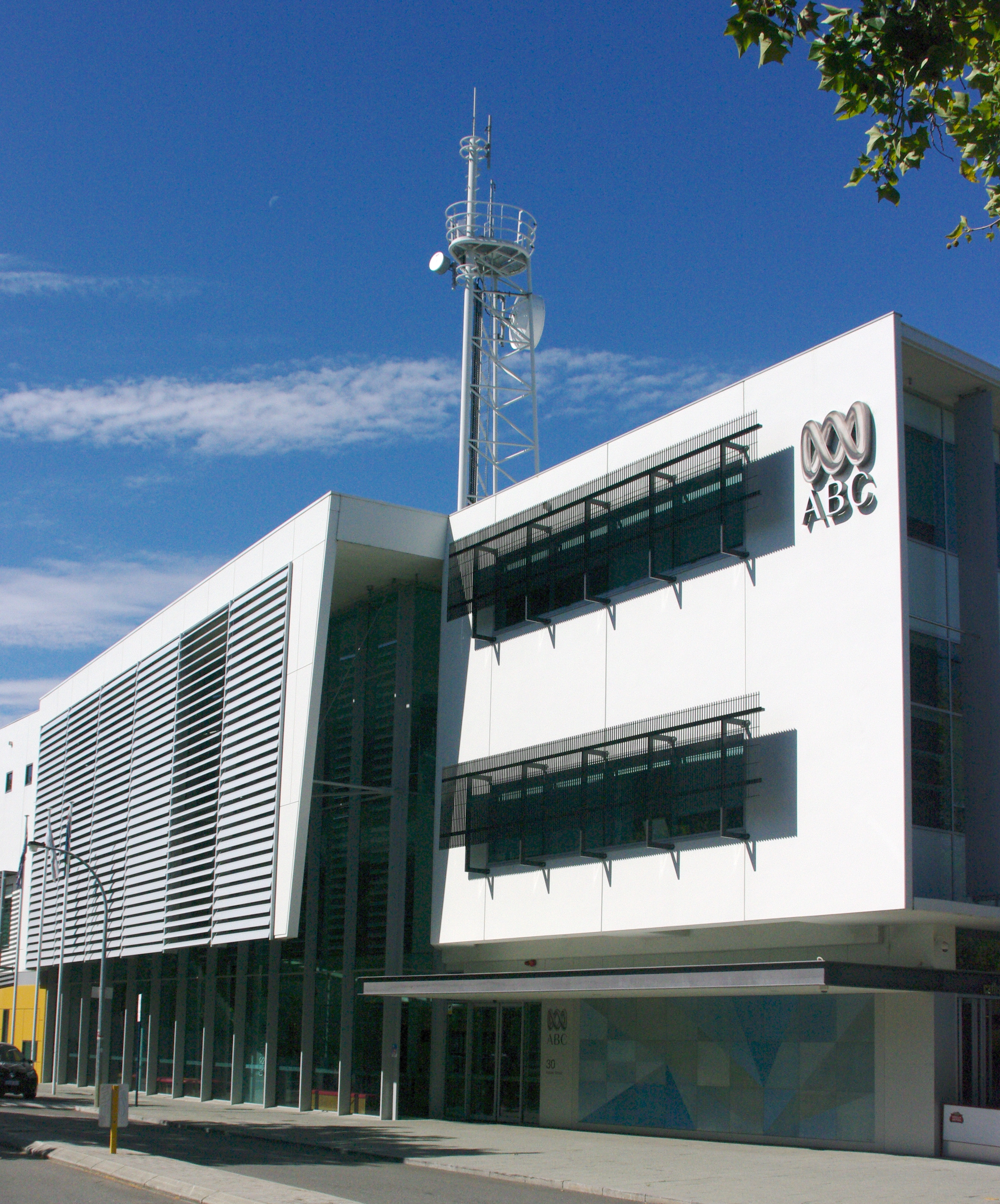
Siedziba ABC Perth

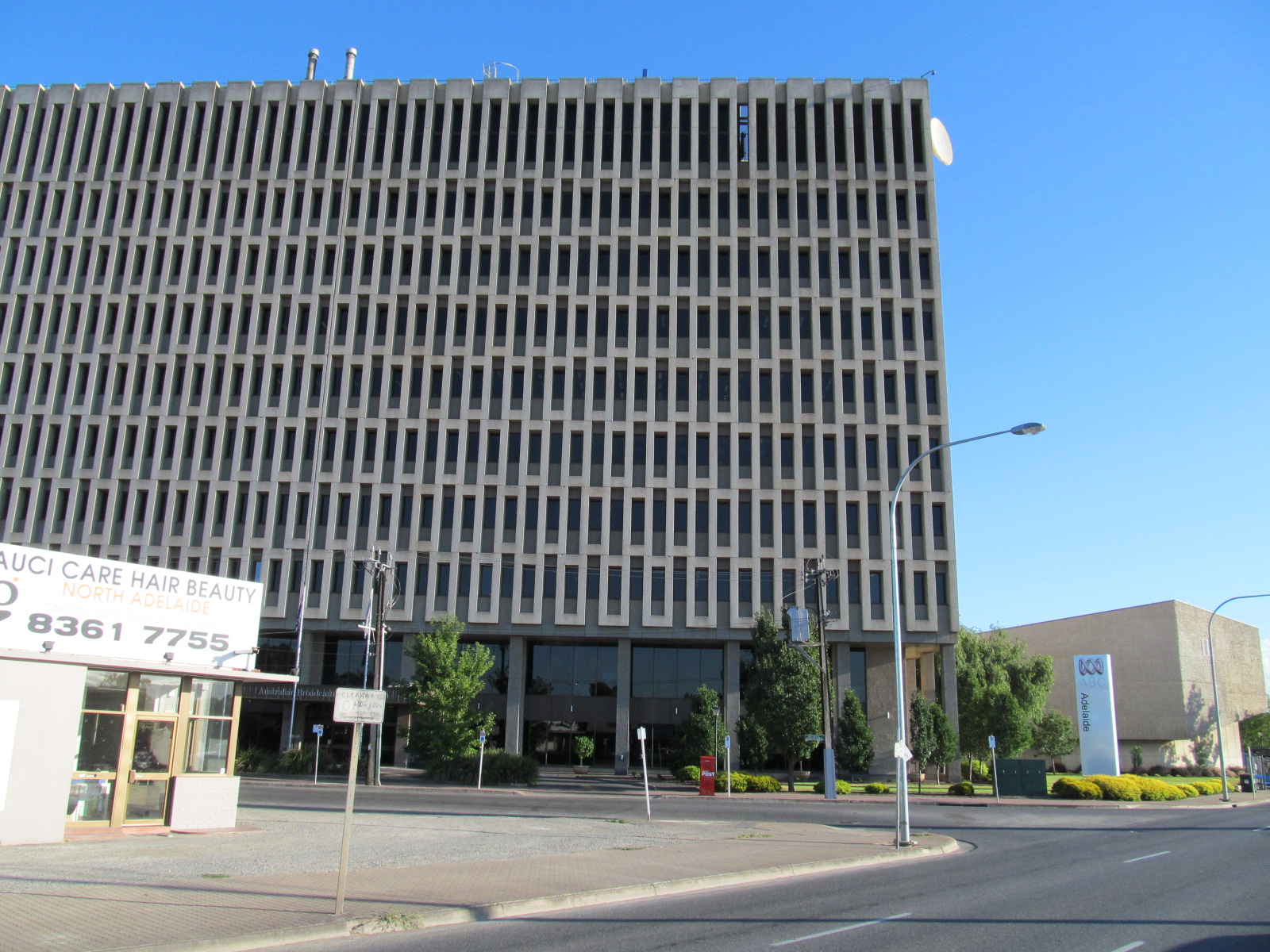
Siedziba ABC Adelaide

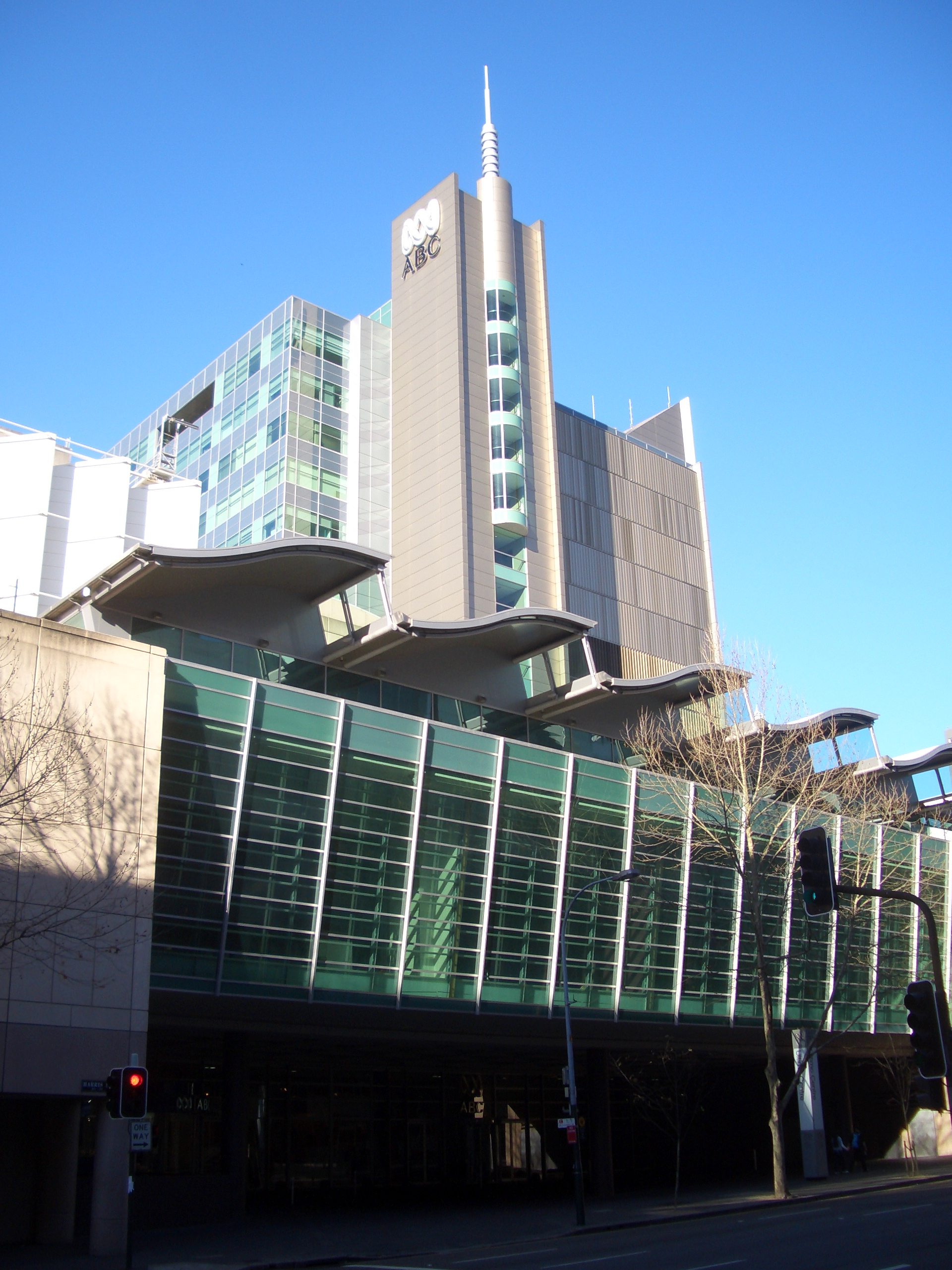
Siedziba ABC Sydney, zarazem główna siedziba ogólnokrajowa ABC

ABC Local Radio – sieć regionalnych i lokalnych stacji radiowych w Australii należących do publicznego nadawcy radiowo-telewizyjnego Australian Broadcasting Corporation (ABC). 

## Historia
Pierwotnie (do lat 80. XX wieku) australijskie radio publiczne dzieliło się na trzy programy: program pierwszy (Radio 1), stanowiący w istocie wspólną markę dla odrębnych programowo rozgłośni lokalnych z największych miast kraju, całkowicie ogólnokrajowy program 2 (Radio 2) oraz program trzeci (Radio 3), w którym nadawano zarówno audycje ściśle lokalne, zwłaszcza ze słabiej zaludnionych terenów, jak i audycje wspólne dla całego kraju. Następnie Radio 1 przekształcono w ABC Metro Radio, Radio 2 ABC Radio National, zaś Radio 3 w ABC Regional Radio. W roku 2000 doszło do połączenia Metro Radio i Regional Radio w jedną sieć pod nazwą ABC Local Radio. 

## Struktura i model działania
ABC Local Radio składa się z 60 stacji radiowych działających w całej Australii. Dziewięć z nich ma status stacji metropolitalnych, a pozostałe 51 to stacje regionalne. Stacje metropolitalne odpowiedzialne są za produkcję większości programów dla podległego sobie regionu kraju. Regiony w dużym stopniu pokrywają się z podziałem Australii na stany i terytoria, choć istnieją od tego istotne wyjątki, zwłaszcza w Nowej Południowej Walii. Każda stacja regionalna przyporządkowana jest do jednej ze stacji metropolitalnych. Stacje regionalne emitują swój własny program, dotyczący najczęściej tematyki ściśle lokalnej, w stosunkowo krótkich pasmach (zwykle liczących maksymalnie kilka godzin dziennie), natomiast w pozostałym czasie transmitują audycje swojej stacji metropolitalnej lub innych (często sąsiednich) stacji regionalnych. W pewnych przedziałach czasu cała sieć nadaje jednolity program w całym kraju, ma to miejsce zwłaszcza w porach niższej słuchalności, np. nocą.

### Lista i struktura stacji
| Stacja metropolitalna | Podległe stacje regionalne |
| --------------------- | --- |
| 702 ABC Sydney        | 92.5 ABC Central Coast ABC Central West ABC Coffs Coast ABC New England North West ABC North Coast ABC Riverina ABC South East NSW ABC Western Plains 97.3 ABC Illawarra                        |
| 1233 ABC Newcastle    | ABC Upper Hunter |
| 891 ABC Adelaide      | 999 ABC Broken Hill ABC North and West SA 1062 ABC Riverland ABC South East SA ABC West Coast SA                                                                                                |
| 774 ABC Melbourne     | 107.9 ABC Ballarat ABC Central Victoria ABC Gippsland ABC Goulburn Murray ABC Mildura Swan Hill ABC Shepparton ABC South West Victoria ABC Western Victoria                                     |
| 612 ABC Brisbane      | ABC Capricornia 91.7 ABC Coast FM 90.3 ABC Coast FM ABC Far North ABC North Queensland ABC North West Queensland ABC Southern Queensland ABC Tropical North ABC Western Queensland ABC Wide Bay |
| 720 ABC Perth         | ABC Goldfields-Esperance ABC Great Southern ABC Kimberley ABC Midwest & Wheatbelt ABC South Coast ABC North West WA ABC South West WA                                                           |
| 936 ABC Hobart        | ABC Northern Tasmania |
| 105.7 ABC Darwin      | 783 ABC Alice Springs ABC Katherine |
| 666 ABC Canberra      | samodzielna stacja metropolitalna |